# ريتشارد أغار
ريتشارد أغار (بالإنجليزية: Richard Agar)‏ هو لاعب دوري الرغبي بريطاني، ولد في 20 يناير 1972 في إنجلترا في المملكة المتحدة.